# سیارک ۱۵۷۴۲۱
سیارک ۱۵۷۴۲۱ (به انگلیسی: 157421 Carolpercy، نامگذاری:2004TX299) صد و پنجاه و هفت هزار و چهارصد و بیست و یکمین سیارک کشف شده‌است که در ۸ اکتبر ۲۰۰۴ کشف شد.